# セルゲイ・シュピーゲリグラス
セルゲイ・ミハイロヴィチ・シュピーゲリグラス（ロシア語: Сергей Михайлович Шпигельглас, 英語: Sergey Mikhailovich Spigelglas、1897年4月29日 - 1941年1月29日）は、ソビエト連邦の職業的諜報員、チェキスト。国家保安少佐。
コードネーム「ダグラス」としても知られる。

## 経歴
ロシア帝国のグロドノ県（現在のベラルーシ・フロドナ州）モストゥイ村で簿記をしていたユダヤ人の家庭に生まれる。ワルシャワの実科学校を卒業し、モスクワ大学法学部で学ぶ。ポーランド語、ドイツ語、フランス語を話した。在学中、革命運動に参加し、警察に逮捕された。1917年5月、大学3年生で軍に召集され、ペトログラードの准尉学校を卒業し、第42予備連隊で勤務した。
1918年4月からモスクワ県軍事委員部会計班主任。1919年1月から軍事監督機関で働く。チェーカー軍事課と軍事監督部の統合後、チェーカー特別課会計班長。1919年、ロシア共産党（ボリシェヴィキ）に入党。「ケドロフ遠征隊」の一員として、ロシア南部、西部、中部を転戦し、懲罰行動、反革命派の鎮圧、反革命容疑者の工作に参加した。1921年から白ロシア・チェーカー。
1922年1月からGPU第6課（後にOGPU外国課）全権代表。1922年、モンゴルに派遣され、白軍部隊の活動阻止に参加した。その外、モンゴル情勢、日本の戦略計画、中国軍閥に関する情報を中央に通報した。
帰国後、対外諜報部で働き、1935年6月からOGPU（内務人民委員部（NKVD）国家保安総局）外国課長補佐、同年12月からNKVD国家保安総局第7課副課長となる。商店のオーナーをカバーにして、国外（中国、ドイツ、フランス）で再三特殊任務を遂行した。1937年12月、コードネーム「ダグラス」の下、ロシア全軍連合議長エフゲニー・ミレルの暗殺を指揮し、ロシア全軍連合内のエージェント、ニコライ・スコブリン将軍のスペイン脱出を組織した。シュピーゲリグラスの直接指導の下、ソ連に対するドイツの軍事ドクトリンを暴露するドイツ参謀本部の秘密資料が入手された。スペイン内戦時は、支局の作戦を援助し、フランコ軍後方における偵察・破壊工作遊撃隊の特殊作戦を指導した。
アブラム・スルツキーの死後、1938年2月からNKVD国家保安総局第7課長を臨時代行。1938年3月からNKVD第1局第5課副課長、9月からNKVD国家保安総局第5課副課長。同時に、NKVD国家保安総局特別任務学校で講師を務めた。
NKVD長官ニコライ・エジョフの権威が失墜するのに伴い、NKVD幹部であったシュピーゲリグラスも大粛清の対象となった。1938年11月2日に逮捕され、最高裁判所軍事部会により、「祖国反逆、陰謀活動への参加、スパイ行為及び人民の敵との連絡」に対して死刑を言い渡された。1941年1月29日銃殺刑となる。
1956年に名誉回復。